# 하인리히 리히너
하인리히 리히너(독일어: Heinrich Lichner, 1829년 3월 6일 - 1898년 1월 7일)는 독일의 작곡가이다. 그는 실레시아 트파르도치체에서 태어났다. 그는 또한 감독이자 오르간 연주자이기도 했다. 그는 교회에서 오르간 연주자로 일했고, 자신이 죽은 브로츠와프에서 산게르페스트의 감독으로 일생을 보냈다.

## 작품
- 물망초
- Sonatina in C Major